# Épipophyse

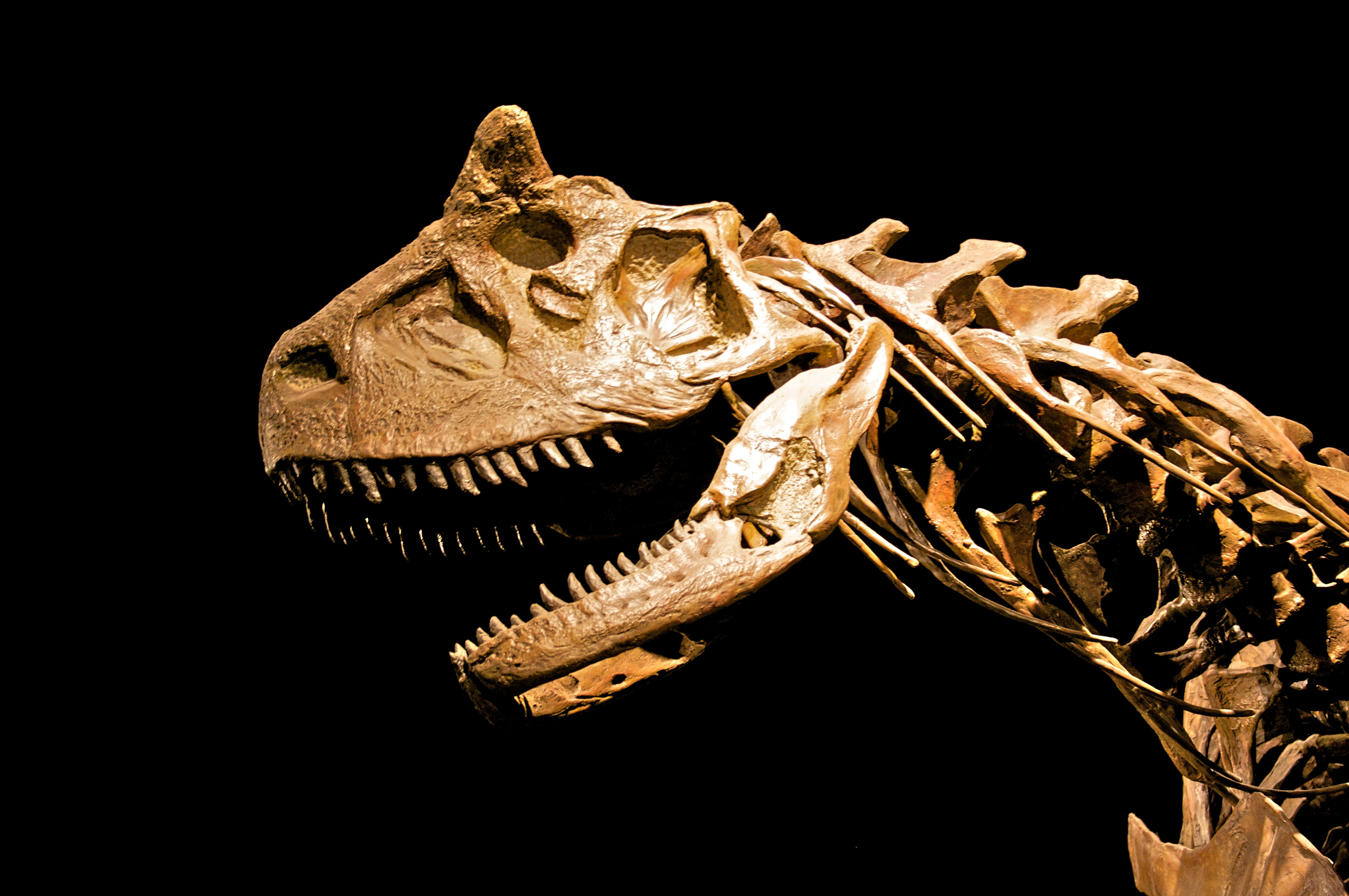
Crâne et vertèbres cervicales du théropode abélisauridé Carnotaurus avec des épipophyses clairement visibles. Chez ce genre, les épipophyses sont considérablement agrandies.

Une épipophyse est une excroissance osseuse spécialisée qui se développe sur les vertèbres du cou chez les archosauromorphes. Cette structure anatomique, d'abord identifiée comme un trait distinctif des dinosaures, est en réalité largement répandue parmi les reptiles de ce groupe évolutionnaire.

## Description
Les épipophyses sont des projections osseuses des vertèbres cervicales trouvées chez les archosauromorphes, particulièrement les dinosaures (y compris certains oiseaux basaux). Ces processus appariés se situent au-dessus des postzygapophyses à l'arrière de l'arc neural vertébral. Leur morphologie est variable et va de petites élévations simples en forme de colline à de grandes projections complexes en forme d'ailes. Les épipophyses fournissaient de larges zones d'attache pour plusieurs muscles du cou ; de grandes épipophyses sont donc indicatrices d'une musculature cervicale forte.

## Présence
La présence d'épipophyses est une synapomorphie (caractère distinctif) du groupe Dinosauria. Les épipophyses étaient présentes chez les dinosaures les plus basaux, mais absentes chez les plus proches parents du groupe, tels que Marasuchus et Silesaurus. Elles étaient typiques de la plupart des lignées de dinosaures ; cependant, elles furent perdues dans plusieurs lignées de théropodes dérivés à la suite d'une courbure de plus en plus en forme de S du cou,.
Plusieurs articles scientifiques ont observé que des épipophyses étaient présentes chez divers archosauromorphes non-dinosaures. Il s'agit notamment de plusieurs pseudosuchiens (Batrachotomus, Revueltosaurus, Xilousuchus, Effigia, Hesperosuchus), des avemetatarsaliens basaux (aphanosaures), des archosauriformes non-archosaures (Vancleavea, Halazhaisuchus ), des rhynchosaures, plusieurs tanystrophéidés, et des allokotosaures. Le paléontologue spécialisé dans les sauropodes, Michael P. Taylor, a suggéré de manière informelle que des épipophyses étaient également présentes dans les vertèbres de certains ptérosaures,,,.
Chez les sauropodes, la morphologie des épipophyses varie considérablement, allant de simples reliefs osseux à des projections complexes en forme d’ailes, comme observé chez Qijianglong. Cette diversité reflète une adaptation fonctionnelle liée au renforcement du support musculaire cervical,.

## Fonction et biomécanique
Les épipophyses fournissent de larges zones d'attache pour plusieurs muscles du cou,. Ces structures osseuses permettent l'insertion de la musculature cervicale, et leur développement est directement corrélé à la puissance de cette musculature : de grandes épipophyses sont indicatrices d'une musculature cervicale forte,.

### Rôle dans l'évolution des dinosaures
La présence d'épipophyses constitue une innovation morphologique importante dans l'évolution des archosauromorphes. Chez les dinosaures, ces structures ont permis le développement d'une musculature cervicale sophistiquée, contribuant à la diversification des stratégies alimentaires et comportementales,,.

### Implications paléobiologiques
L'étude des épipophyses fossilisées permet aux paléontologues d'inférer les capacités locomotrices et les adaptations écologiques des reptiles fossiles. La morphologie variable de ces structures, allant de simples élévations à des projections complexes, reflète la diversité des solutions biomécaniques adoptées par les différents groupes pour optimiser la fonction cervicale.